# 奇諾比奧
奇諾比奧是电子游戏系列瑪利歐中的虚构角色。奇諾比奧是蘑菇王國的一員，碧姬公主忠實的臣子也是哎唷·餵博士的助手和研究員，他和奇諾比珂是好拍檔。他經常協助瑪利歐。族內有許多與其外貌相同的族人。初出作品是1985年發售的《超級瑪利歐兄弟》。
在1988年發售的《超级瑪利歐兄弟USA》中，奇諾比奧首次成為可操控角色。在1994年發售的《瓦利歐之森》，奇諾比奧首次擔當遊戲主角。以蘑菇隊長身份在2014年發售的《前進！奇諾比奧隊長》再次作為遊戲主角登場，並且參與《超級瑪利歐 奧德賽》、《超級瑪利歐 狂怒世界》和《超級瑪利歐兄弟 驚奇》以指示角色和隊長角色登場。